# مجانين ولكن (مسرحية)

## نبذه عن المسرحية
مسرحية مجانين: هي مسرحية من فصل واحد ألفها و أخرجها وائل عاطف، ديكور محمد كمال

## فريق التمثيل
تمثيل (فرقة مسرح المدينة - التابعة لمعاهد المدينة العليا) وائل عاطف - محمد عبد السلام - كرم شريف - مي سعيد - منة الله صالح - احمد حليم - محمد الطيب، ديكور محمد كمال

### عدد مرات العرض
تم عرض المسرحية لأول مره في مهرجان الميني مسرح الدورة الثانية ثم عرضت بعد ذلك في مهرجان الاسر التابع لوزارة التعليم العالي المصرية و مهرجان مسرحيات الفصل الواحد

#### الجوائز
(الجوائز من مهرجان الميني مسرح) أفضل ثالث عرض - أفضل ممثله (مي سعيد) أفضل ثالث ممثل (كرم شريف) أفضل ثالث ممثله (منة الله صالح) أفضل ثاني مخرج (وائل عاطف)
حصل العرض على المركز الأول في مهرجان الاسر الطلابيه و مهرجان مسرحيات الفصل الواحد